# カムデン郡 (ニュージャージー州)
カムデン郡（英: Camden County）は、アメリカ合衆国ニュージャージー州の南西部に位置する郡。ペンシルベニア州のフィラデルフィアと隣接している。人口は52万3485人（2020年）。郡庁所在地はカムデン、人口最大の都市はチェリーヒルである。カムデン郡は1844年3月13日にグロスター郡から分離して設立された。
カムデン郡はデラウェア・バレー地域に入っている。

## 地理
アメリカ合衆国国勢調査局に拠れば、郡域全面積は228.58平方マイル (592.0 km2)であり、このうち陸地222.30平方マイル (575.8 km2)、水域は5.28平方マイル (13.7 km2)で水域率は2.32%である。
カムデン郡は海岸沖積平野に位置し、ほとんど平坦で、標高が低い。郡内最高地点はバーリントン郡との郡境に近い場所であり、海抜219フィート (66.7 m) である。その近くには海抜210フィート (64 m) の場所もある。最低地点はデラウェア川沿いの海面である。

### 交通

#### 主要高規格道路
郡内には多くの郡道、州道、アメリカ国道、州間高速道路が通っている。
郡道としては534号線、536号線、537号線、543号線、544号線、551号線、561号線がある。
ニュージャージー州道では、38号線、41号線、42号線（南北自動車専用道路）、47号線（ブルックローン内のみ）、70号線、73号線、90号線（ベッツィ・ロス橋）、143号線（ウィンスロー・タウンシップ内のみ）、154号線（チェリーヒル内のみ）、168号線がある。
アメリカ国道は30号線と130号線である。
州間高速道路は南北自動車専用道路の一部である76号線（ウォルト・ホィットマン橋を通る）、295号線、やはり南北自動車専用道路の一部である676号線（ベンジャミン・フランクリン橋を通る）がある。
その他の自動車専用道路としては、アトランティックシティ・イクスプレスウェイとニュージャージー・ターンパイクがある。アトランティックシティ・イクスプレスウェイのインターチェンジは郡内に5か所あり、ニュージャージー・ターンパイクのインターチェンジはランミードとベルモウアの境にある出口第3号のみである。

#### 鉄道
ニュージャージー・トランジットのアトランティックシティ線の駅がチェリーヒル、リンデンウォルド、ウォーターフォード・タウンシップ内にある。この線は元ペンシルベニア・レディング海岸線本線を使い、フィラデルフィアとアトランティックシティを繋いでいる。
リバーラインは、サザン・ニュージャージー鉄道グループがニュージャージー・トランジットのために運行する気動車ライトレールであり、トレントンから元のペンシルバニア鉄道の線を使っている。郡内ではカムデン市内とペンソーケン・タウンシップ内に駅がある。
デラウェア川港湾局が所有するPATCO高速線は、フィラデルフィアからベンジャミン・フランクリン橋を渡ってカムデンを抜け、ハッドンフィールドと東端のリンデンウォルドの間は元ペンシルベニア・レディング海岸線本線を使う高速鉄道線である。郊外駅として、ウッドクレスト、ウェストモント、コリングスウッドがある。

### 気候と気象
近年、郡庁所在地であるカムデン市の平均気温は1月の26°F (-3 ℃) から7月の87°F (31 ℃) まで変化している。過去最低気温は1934年2月に記録された-11°F (-24 ℃) であり、過去最高気温は1918年8月に記録された106°F (41 ℃) である。月間降水量は2月の2.75インチ (70 mm) から7月の4.35インチ (110 mm) まで変化している。

### 隣接する郡
- バーリントン郡- 北東
- アトランティック郡 - 南東
- グロスター郡 - 南西
- フィラデルフィア郡 (ペンシルベニア州) - 北西

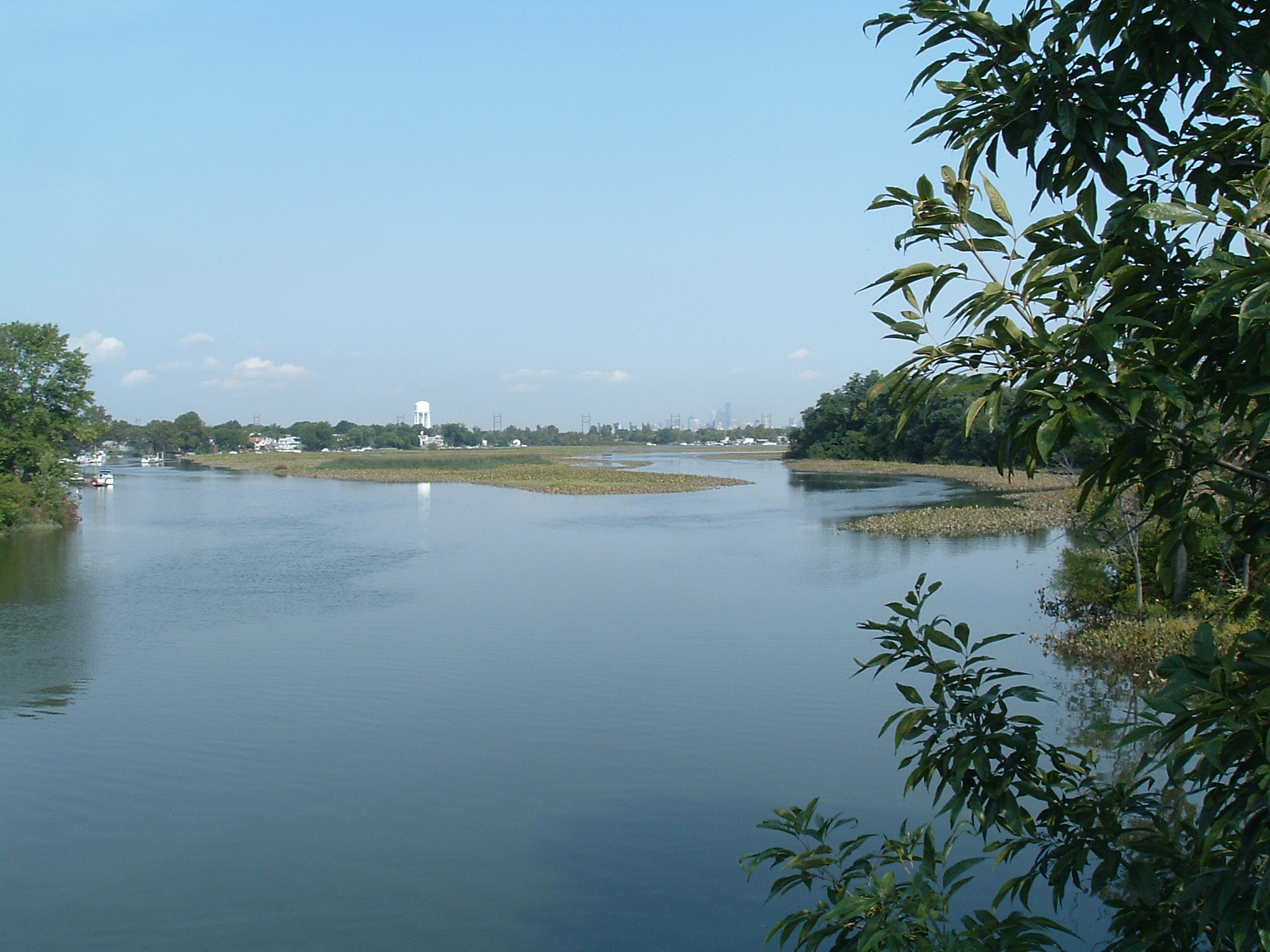
ビッグティンバー・クリーク

### 国立保護地域
- グレートエッグハーバー景観・レクリエーション河川（部分）

## 人口動態
以下は2010年国勢調査による人口統計データである。（　）内に2000年データを示す。
| 基礎データ - 人口: 513,657人 (508,932人) - 世帯数: 190,980 世帯 (185,744 世帯) - 家族数: 129,866 家族 (129,835 家族) - 人口密度: 896.3人/km2（2,321.5人/mi2）(884, 2,289) - 住居数: 204,943軒 (199,679軒) - 住居密度: 358軒/km2（926軒/mi2）(347, 898) 人種別人口構成 - 白人: 65.29% (70.88%) - アフリカン・アメリカン: 19.55% (18.09%) - ネイティブ・アメリカン: 0.31% (0.26%) - アジア人: 5.11% (3.72%) - 太平洋諸島系: 0.03% (0.04%) - その他の人種: 7.08% (5.09%) - 混血: 2.62% (1.93%) - ヒスパニック・ラテン系: 14.24% (9.66%) 先祖による構成（2000年データ） - イタリア系：17.9% - アイルランド系：15.4% - ドイツ系：10.5% - イギリス系：5.3% 年齢別人口構成 - 18歳未満:24.4% (26.8%) - 18-24歳: 9% (8.1%) - 25-44歳: 26.6% (30.5%) - 45-64歳: 27.2% (22.1%) - 65歳以上: 12.8% (12.5%) - 年齢の中央値: 38歳 (36歳) - 性比（女性100人あたり男性の人口） - 総人口: 93.2 (93.2) - 18歳以上: 89.7 (89.1) | 世帯と家族（対世帯数） - 18歳未満の子供がいる: 31.1% (34.6%) - 結婚・同居している夫婦: 46.3% (49.8%) - 未婚・離婚・死別女性が世帯主: 16.4% (15.4%) - 非家族世帯: 32% (30.1%) - 単身世帯: 26.3% (25.1%) - 65歳以上の老人1人暮らし: 10% (9.7%) - 平均構成人数 - 世帯: 2.65人 (2.68人) - 家族: 3.22人 (3.23人) 収入と家計（2000年データ） - 収入の中央値 - 世帯: 48,097米ドル - 家族: 57,429米ドル - 性別 - 男性: 41,609米ドル - 女性: 30,470米ドル - 人口1人あたり収入: 22,354米ドル - 貧困線以下 - 対人口: 10.4% - 対家族数: 8.1% - 18歳未満: 14.5% - 65歳以上: 8.1% |

カムデン市の大半とリンデンウォルドの一部は貧窮度が高いと見られ、一方でチェリーヒル・タウンシップ、ボーヒーズ・タウンシップ、ハッドンハイツ、ハッドンフィールドには高給取りが多く住む場所がある。

## 郡政府と政治
カムデン郡は7人の委員で構成される郡政委員会が統治している（ニュージャージー州では "Board of Chosen Freeholders" と呼ばれる）。郡全体を選挙区に党派選挙で選出される。任期は3年間である。毎年2人または3人が改選される。
その他に選挙で選ばれる役人として、保安官、郡事務官、遺言検認判事がいる。検察官は州知事が指名し、州議会上院の助言と承認を受ける。
州内の郡大半と同様に裁判所は各郡区、ボロ、市に地方裁判所があり、郡には上級裁判所がある。上級裁判所は重大な刑事および民事事件を扱い、地方裁判所は交通違反など小さな事件を扱う。
郡の警察は、保安官に加えてカムデン郡警察署と、カムデン郡検察署がある。カムデン警察部とカムデン公園警察は、2013年に新しく結成されたカムデン郡警察署に吸収された。
アメリカ合衆国下院議員の選挙では全郡がニュージャージー州第1選挙区と第2選挙区に入っている。2013年時点で第1区は民主党議員を、第2区は共和党議員を選出している。

### 政治
カムデン郡は昔から民主党の強い地盤である。通常の国政、州、地方選挙では圧倒的に民主党候補に投票している。郡の大半が入るアメリカ合衆国下院議員第1選挙区はクック投票動向指数で民主党+14である。2004年アメリカ合衆国大統領選挙では、民主党のジョン・ケリーが共和党のジョージ・W・ブッシュに25.5%の差を付けて郡を制した。ケリーは州全体でも6.7%差で勝利した。2008年でも、民主党のバラク・オバマが共和党のジョン・マケインに対して34.8%差で制し、州全体でも14.7%差で勝利した。郡内の登録有権者数は民主党が139,147人、共和党が43,669人となっている。158,165人は無党派である。

## 都市と町

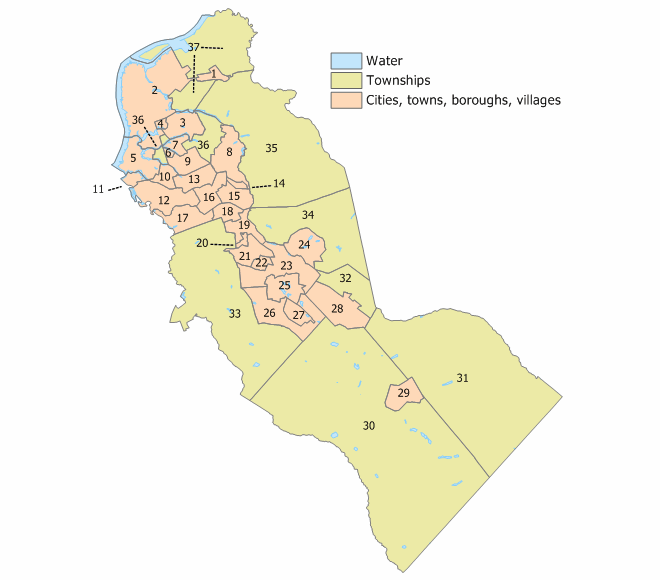
カムデン郡の自治体

カムデン郡には下記の自治体がある。国勢調査指定地域（CDP)と未編入の町はその所属するタウンシップの下に挙げる。名称の後の数字は右図の番号である。
- オーデュボン・ボロ、9
- オーデュボンパーク・ボロ、6
- バーリントン・ボロ、16
- ベルモウア・ボロ、12
- バーリン・ボロ、28
- バーリン・タウンシップ、32
  - ウェストバーリン
- ブルックローン・ボロ、11
- カムデン市、2 - 郡庁所在地
- チェリーヒル・タウンシップ、35
  - アシュランド
  - バークレイ
  - チェリーヒルモール
  - アールトン・エリスバーグ
  - ゴールデントライアングル
  - グリーンツリー
  - キングストンエステイツ
  - スプリングデール
- チェシルハースト・ボロ、29
- クレメントン・ボロ、25
- コリングスウッド・ボロ、3
- ギブスボロ・ボロ、24
- グロスターシティ市、5
- グロスター・タウンシップ、33
  - ブラックウッド
  - ブレンハイム
  - チューズランディング
  - エリアル
  - グレンドーラ
- ハッドンハイツ・ボロ、13
- ハッドン・タウンシップ、36
- ハッドンフィールド・ボロ、8
- ハイ・ネラ・ボロ、20
- ローレルスプリングス・ボロ、22
- ローンサイド・ボロ、15
- リンデンウォルド・ボロ、23
- マグノリア・ボロ、18
- マーチャントビル・ボロ、1
- マウントエフレイム・ボロ、10
- オークリン・ボロ、7
- ペンソーケン・タウンシップ、37
- パインヒル・ボロ、26
- パインバレー・ボロ、27
- ランミード・ボロ、17
- サマーデール・ボロ、19
- ストラットフォード・ボロ、21
- タビストック・ボロ、14
- ボーヒーズ・タウンシップ、34
  - エシェロン
  - カークウッド
- ウォーターフォード・タウンシップ、31
  - アトコ
- ウィンスロー・タウンシップ、30
  - ブルーアンカー
  - シックラービル
- ウッドリン・ボロ、4

### 以前の自治体
- センター・タウンシップ
- クレメントン・タウンシップ
- デラウェア・タウンシップ
- ニュートン・タウンシップ
- ストックトン・タウンシップ
- ユニオン・タウンシップ

## 教育
カムデン郡カレッジは2年制公立コミュニティカレッジであり、郡内の学生を受入れている。ブラックウッド、カムデン、チェリーヒルにキャンパスがあり、1967年の設立である。
ラトガース大学カムデン校はカムデン市中心街ウォーターフロントにある。
ローワン大学整骨療法学校がストラットフォードにある。

## ワイン醸造所
- アマルシア・セラーズ
- シャーロット・ワイナリー